# Northern Negros Natural Park
Der Northern Negros Natural Park ist ein Naturpark auf der philippinischen Insel Negros. Er wurde am 28. April 1935 mit dem Erlass Nr. 789 unter dem Namen Northern Negros Forest Reserve eingerichtet, der Schutzstatus wurde mit der Proclamation Nr. 895 vom 15. August 2005 ausgeweitet und das Gebiet zum Naturpark erklärt. Das Schutzgebiet steht in dem philippinischen Gesetz zum Schutz der Biosphäre (NIPAS), zuvor waren die Waldbestände des Naturparks nur teilweise geschützt. Die Gesamtfläche des Nationalparks bedeckt eine Fläche von 804,54 km² in der Provinz Negros Occidental. Im Süden des Naturparks schließt sich der Nationalpark Mount Kanlaon Natural Park an.
Die beiden aktiven Vulkane Silay und Mandalagan bilden die Kerngebiete des Naturparks. Er liegt ca. 30 km östlich von Bacolod City. In dem Naturpark liegen ausgedehnte Regenwälder die insgesamt 166,87 km² der Gesamtfläche bedecken. Die restlichen Flächen bedecken Heidevegetation, es gibt auch landwirtschaftlich genutzte Flächen in den Städten und Stadtgemeinden Talisay City, Silay City, Victorias City, Cadiz City, Sagay City, San Carlos City, Enrique B. Magalona, Murcia, Toboso, Calatrava und Salvador Benedicto. 
Die dichte Regenwaldvegetation des Nationalparks ist Heimat vieler vom Aussterben bedrohter endemischer Tierarten wie des Visayas-Pustelschweins (Sus cebifrons) und des Prinz-Alfred-Hirsches (Cervus alfredi). 
Bei der Erfassung der Avifauna wurden unter anderem Bestände des Tariktik-Hornvogels (Penelopides panini), der Negros-Fruchttaube (Ptilinopus arcanus), der Negros-Dolchstichtaube (Gallicolumba keayi), der Gefleckte Fruchttaube (Ducula carola) und des Negrosdschungelschnäppers (Rhinomyias albigularis) nachgewiesen. 